# Hsunycteris cadenai
Hsunycteris cadenai is een vleermuis uit het geslacht Hsunycteris die voorkomt in de kustvlakte van het Colombiaanse departement Valle de Cauca en mogelijk ook in de Ecuadoriaanse provincie Esmeraldas. Deze soort is genoemd naar Dr. Alberto Cadena, de curator zoogdieren van het Colombiaanse Instituto de Ciencias Naturales. Anoura cadenai, een andere in 2006 beschreven Colombiaanse vleermuis, is ook naar deze Cadena genoemd. Deze soort is het nauwst verwant aan Hsunycteris pattoni en Hsunycteris thomasi.
H. cadenai is een kleine Hsunycteris met een korte, bruine vacht. De bovenkant van het lichaam is bruin, de onderkant ook bruin, maar wat lichter. De haren op de rug zijn 4 tot 7 mm lang. De kop-romplengte bedraagt 51 tot 56 mm, de staartlengte 7 tot 10 mm, de voorarmlengte 31,4 tot 32,7 mm, de achtervoetlengte 8 tot 10 mm en de oorlengte 14 tot 15 mm.